# Piasecki HUP Retriever
Piasecki H-25 Army Mule/HUP Retriever là một loại trực thăng thông dụng, do hãng Piasecki Helicopter Corporation phát triển cuối thập niên 1940, sản xuất đầu thập niên 1950.

## Biến thể
XHUP-1
HUP-1
HUP-2
HUP-2S
HUP-3
H-25A Army Mule

## Quốc gia sử dụng

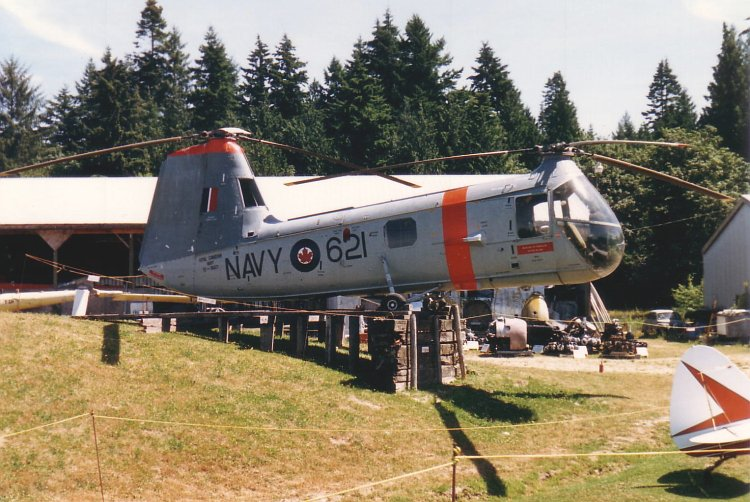
HUP-3 tại bảo tàng hàng không Canada

Canada
- Hải quân Hoàng gia Canada [2]

 Pháp
- Hải quân Pháp [2][3]

 Hoa Kỳ
- Lục quân Hoa Kỳ [2]
- Hải quân Hoa Kỳ [2]

## Tính năng kỹ chiến thuật (HUP-3)
Đặc điểm tổng quát
- Kíp lái: 2
- Sức chứa: 4 hành khách
- Chiều dài: 56 ft 11 in (17,35 m)
- Đường kính rô-to: 35 ft 0 in (10,67 m)
- Chiều cao: 12 ft 6 in (3,81 m)
- Diện tích đĩa quay: 1.924 ft² (179 m²)
- Trọng lượng rỗng: 3.928 lb (1.782 kg)
- Trọng lượng có tải: 5.750 lb (2.608 kg)
- Trọng lượng cất cánh tối đa: 6.100 lb (2.767 kg)
- Động cơ: 1 × Continental R-975-46A, 550 hp (410 kW)

 Hiệu suất bay 
- Vận tốc cực đại: 105 mph (169 km/h)
- Tầm bay: 340 mi (547 km)
- Trần bay: 10.000 ft (3.048 m)
- Vận tốc lên cao: 100 ft/phút (5,01 m/s)
- Tải trên đĩa quay: 3 lb/ft² (15 kg/m²)
- Công suất/trọng lượng: 0,09 hp/lb (0,16 kW/kg)